# Cepeda la Mora
Cepeda la Mora ist ein Ort und eine zentralspanische Berggemeinde (municipio) mit nur noch 66 Einwohnern (Stand: 2024) in der Provinz Ávila in der Autonomen Region Kastilien-León.

## Lage und Klima
Der ca. 1505 m hoch gelegene Bergort Cepeda la Mora liegt im Süden des über 2000 m hohen Gebirgszugs La Serrota nordöstlich des Gebirgstals des Río Alberche ca. 47 km südwestlich der Provinzhauptstadt Ávila. Das Klima im Winter ist kühl, im Sommer dagegen gemäßigt bis warm; die geringen Niederschlagsmengen (ca. 400 mm/Jahr) fallen – mit Ausnahme der nahezu regenlosen Sommermonate – verteilt übers ganze Jahr.

## Bevölkerungsentwicklung
| Jahr      | 1857 | 1900 | 1950 | 2000 | 2019 |
| Einwohner | 406  | 475  | 421  | 148  | 74   |

Aufgrund der Mechanisierung der Landwirtschaft, der Aufgabe bäuerlicher Kleinbetriebe und dem damit einhergehenden Verlust an Arbeitsplätzen ist die Einwohnerzahl der Gemeinde seit den 1950er Jahren deutlich rückläufig.

## Wirtschaft
Das wirtschaftliche Leben der Gemeinde ist in hohem Maße agrarisch orientiert – früher wurde Getreide zur Selbstversorgung ausgesät; Gemüse stammte aus den Hausgärten und auch Viehzucht wurde betrieben. Seit den letzten Jahrzehnten des 20. Jahrhunderts spielt der ländliche Tourismus (turismo rural) eine immer bedeutsamer werdende Rolle im Wirtschaftsleben der Gemeinde.

## Geschichte
Obwohl der Ort zum ehemaligen Siedlungsgebiet der Vettonen gehörte, wurden bislang weder keltische, römische, westgotische noch maurische Funde entdeckt. Man muss daher annehmen, dass das hochgelegene Gebiet jahrhundertelang nur als Sommerweide diente und erst nach der Rückeroberung (reconquista) Ávilas im 11. Jahrhundert allmählich besiedelt wurde. Vom 16. bis zum Beginn des 19. Jahrhunderts gehörte die Gegend zum Besitz der weitverzweigten Familie Dávila.

## Sehenswürdigkeiten
- Die im 16. Jahrhundert aus unbearbeiteten Natur- und behauenen Werksteinen erbaute Iglesia de Nuestra Señora de la Asunción ist der Himmelfahrt Mariens geweiht. Das Kirchenschiff (nave) wird von einer Holzdecke überspannt; die deutlich kleinere Apsis dagegen ist kreuzgratgewölbt. In einem tonnengewölbten Raum steht ein schmuckloser romanischer Taufstein, der wahrscheinlich aus der Vorgängerkirche stammt.[4]
- Auf einem abgetreppten Rundsockel vor dem Rathaus (ayuntamiento) steht eine Gerichtssäule (rollo) als Zeichen der richterlichen Unabhängigkeit.